# Ď
Ď ، ď یکی از حروف الفباهای چکی و اسلواکیایی است. این نویسه برساخته از یک D و هفتکی برفراز آن است. این حرف نشان‌دهندهٔ آوای /ɟ/ می‌باشد. از این حرف همچنین در زبان منقرض‌شدهٔ پولابی نیز استفاده می‌شد.

## دیگر کاربردها
در نشان شتلند، از Ď به جای Ð استفاده شده است، هرچند این کاربردی معمول نمی‌باشد.

## منبع
Wikipedia contributors, "Ď," Wikipedia, The Free Encyclopedia, http://en.wikipedia.org/w/index.php?title=%C4%8E&oldid=582991171 (accessed July 22, 2014). 